# Scuola matematica interuniversitaria
La Scuola matematica interuniversitaria, in acronimo SMI, è un consorzio che organizza corsi estivi di matematica. La Scuola è finanziata dal Consorzio interuniversitario per l'alta formazione in matematica e dal Ministero dell'Istruzione, dell'Università e della Ricerca (MIUR). 
Il comitato direttivo è attualmente composto dai professori Sandro Salsa (direttore, Politecnico di Milano), Graziano Gentili (Università di Firenze), Giovanni Monegato (Politecnico di Torino), Giorgio Ottaviani (Università di Firenze) e Adriano Tomassini (università di Parma).
Alessandro Figà Talamanca (Università di Roma, la Sapienza) è Direttore onorario.
La sua attività inizia nel 1969: la SMI nasce con lo scopo di fornire ai giovani laureati in matematica (e di altre materie 
ad essa legate) corsi di argomenti che non avevano avuto la possibilità di approfondire durante la carriera accademica.
Con il passare degli anni l'organizzazione della SMI è andata modificandosi: i corsi che in origine si tenevano a Pisa, si sono trasferiti dopo pochi anni a Perugia e a Cortona, dove si tengono tuttora.
Attualmente la SMI fornisce a giovani laureati e ricercatori italiani e stranieri corsi di matematica e applicazioni in vari campi, dalla fisica all'economia all'ingegneria, tenuti da docenti di alto livello provenienti da istituzioni di tutto il mondo con lo scopo di approfondire le loro conoscenze, prepararli ai corsi di dottorato e avviarli al mondo della ricerca scientifica.

## I corsi di Perugia
I corsi che si tengono a Perugia hanno un livello di base e durano cinque settimane (solitamente dall'ultima settimana di luglio all'ultima di agosto), consistono in venticinque ore di lezione frontale e quindici di esercitazione e si tengono presso il Dipartimento di matematica e informatica dell'Università degli Studi di Perugia. Mentre negli anni precedenti erano stati attivati una decina di corsi, a partire dal 2008, a causa della riduzione dei finanziamenti, il loro numero si è attestato intorno ai sei, e solitamente consistono in algebra, analisi funzionale, geometria differenziale, probabilità, e altri corsi che variano di anno in anno. Sono frequentati in media da circa sessanta-settanta studenti interessati ad un futuro di ricerca, principalmente provenienti dall'Italia e da altri paesi europei. Durante i corsi sono previste prove ed esami. Gli studenti sono ospitati presso lo studentato dell'Università di Perugia: vivendo insieme per più di un mese non solo hanno la possibilità di studiare argomenti di loro interesse, ma anche e soprattutto di conoscere "colleghi" di provenienze talvolta molto diverse, e confrontare le proprie esperienze di studio; una tale occasione di scambio è sempre stata molto apprezzata da parte dei frequentanti.

## I corsi di Cortona
I corsi che si tengono a Cortona sono più concentrati e intensivi: si rivolgono a studenti di dottorato e a giovani ricercatori, durano in media due-tre settimane e prevedono sia una maggiore interazione tra partecipanti e docenti, sia un maggior coinvolgimento dei partecipanti anche nell'attività didattica (per esempio devono tenere dei seminari). Anche gli argomenti dei corsi sono più ristretti e specialistici, ma vengono trattati con maggiore profondità. Questi corsi hanno luogo nel Palazzone della Scuola normale superiore di Pisa a Cortona. I corsi di Cortona rappresentano il naturale prosieguo dei corsi di Perugia.